# Zu elongatus
Zu elongatus är en fiskart som beskrevs av Phillip C. Heemstra och Kannemeyer, 1984. Zu elongatus ingår i släktet Zu och familjen vågmärsfiskar. Inga underarter finns listade i Catalogue of Life.
Denna fisk hittades i havet vid södra Afrika och norra Nya Zeeland. Den har antagligen en större utbredning. Zu elongatus förekommer i djupa delar av havet och den blir ungefär 120 cm lång. Den har andra fiskar, kräftdjur och bläckfiskar som föda. Honor lägger stora röda ägg. Ungarna hittas vanligen nära havsytan.
För beståndet är inga hot kända. IUCN listar arten som livskraftig (LC).